# 諾基亞Asha 502
諾基亞Asha 502是諾基亞生產的平板式智能手機，2013年10月22日發布。

## 規格
| 類型     | 智能手機                                                               |
| 手機規格 | 平板式                                                                 |
| 尺寸     | 高度：99.6（3.92英寸）；寬度：59.5（2.34英寸）；厚度：11.1（0.44英寸） |
| 重量     | 100.0克（3.53盎司）                                                    |
| 操作系统 | Nokia Asha Platform                                                    |
| 電池     | 1010 mAh                                                               |
| 顯示器   | 3.0英寸（76）                                                          |

## 外部連結
Template:Nokia asha series